# Кальянов, Стефан Тимофеевич
Стефан Тимофеевич Кальянов (15 сентября 1918 года, Ростов-на-Дону — 4 июня 2004 года, Москва) — российский виолончелист и музыкальный педагог. Заслуженный работник культуры РСФСР (1966). Заслуженный деятель искусств РСФСР (1978).

## Биография
В 1939—1949 гг. учился в Московской консерватории в классе виолончели Галины Козолуповой — с перерывом в 1941—1945 гг. во время Великой Отечественной войны: командовал миномётным взводом в народном ополчении, участвовал в обороне Москвы и сражении на Курской дуге, был дважды ранен.
По окончании консерватории в значительной степени посвятил себя педагогической работе. Был ассистентом в консерваторском классе Мстислава Ростроповича. На протяжении многих лет преподавал в Центральной музыкальной школе, с 1961 по 1967 год занимал в ЦМШ должность директора. В 1959—1996 гг. преподавал на кафедре виолончели и контрабаса Московской консерватории, с 1980 г. профессор, занимал также должность проректора по учебной работе.
К столетию со дня рождения Стефана Тимофеевича Кальянова, 30.09.2018 в Московской консерватории состоялась выставка, посвящённая этой дате.

## Награды
- Медаль «За трудовое отличие» (29.12.1954).
- Заслуженный деятель искусств РСФСР (27.10.1978).
- Заслуженный работник культуры РСФСР (14.10.1966).

## Ученики
Стефан Кальянов воспитал целую плеяду учеников. Среди них: Саулюс Сондецкис, Юлий Туровский, Михаил Уткин, Дмитрий Яблонский и другие.